# Günzkofen (Obmannschaft)

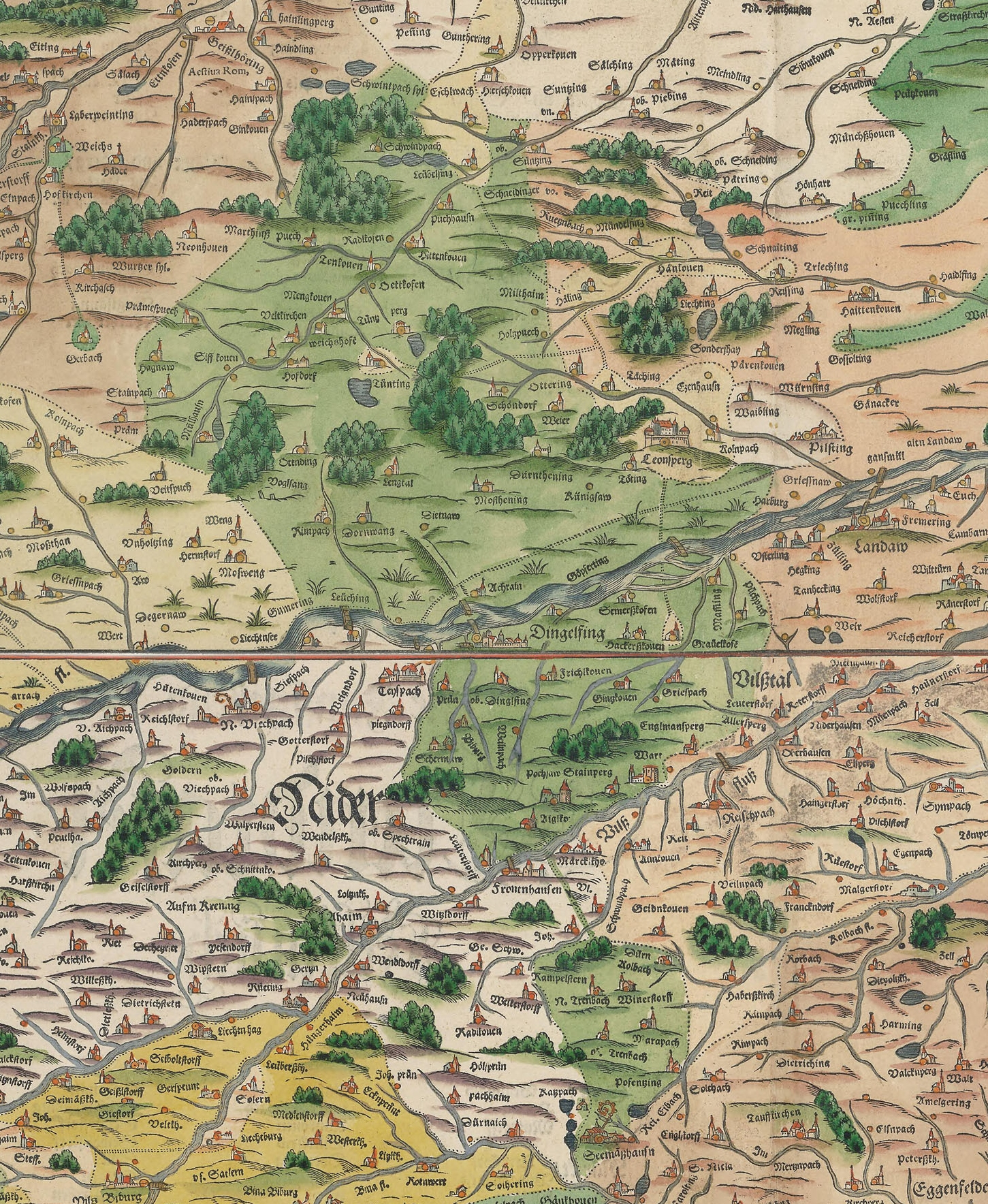
Landgericht Dingolfing auf den Landtafeln 11 und 15 von Philipp Apian 1568, mit Gingkouen am oberen Rand der unteren Tafel 15

Günzkofen war eine Obmannschaft im Amt Mamming, Landgericht Dingolfing in Niederbayern, die vom 14. Jahrhundert bis zum 16. Jahrhundert bestand. Im 16. Jahrhundert erfolgte die Zusammenlegung mit der Obmannschaft Frichlkofen zur Obmannschaft Günz und Früchlkofen. Namensgebend für Günzkofen waren das Kirchdorf Untergünzkofen und der wenige 100 Meter davon talaufwerts im Kaltenbachtal gelegene Weiler Obergünzkofen. Weiterhin gehörten zu der Obmannschaft der Weiler Anterskofen (1600 Meter flussabwärts von Untergünzkofen) sowie die Einöde Gschaid (rund einen Kilometer oberhalb von Obergünzkofen sowie 300 Meter oberhalb der Kaltenbach-Quelle). Damit umfasste die Obmannschaft praktisch das ganze Kaltenbachtal über eine Länge von knapp vier Kilometer, fast bis zum Zusammenfluss des Kaltenbachs mit dem Griesbach zum Mamminger Bach, der in die Isar mündet.
Das Gebiet der ehemaligen Obmannschaft Günzkofen kam bei der Gemeindebildung 1818 zu Griesbach, das am 1. Januar 1972 nach Reisbach eingemeindet wurde. Nach der Häuserstatistik um 1800 hatte die Obmannschaft 17 Häuser und ebenso viele Herdstellen. Zur letzten Volkszählung am 25. Mai 1987 hatten die vier Ortschaften der früheren Obmannschaft zusammen 35 Gebäude mit Wohnraum und eine Bevölkerung von 132.
Auffällig ist die Häufung von Ortsnamen mit der Endung -kofen nicht nur in der früheren Obmannschaft, sondern auch in der näheren Umgebung, z. B. Frichlkofen und Hackerskofen. Diese -kofen-Orte wurden später als die -ing-Orte gegründet.

## Ortschaften der Obmannschaft im Überblick
| Ortschaft      | Typ          | Häuser um 1800 | Gebäude mit Wohnraum 25. Mai 1987 | Bevölkerung | Koordinaten                  |
| -------------- | ------------ | -------------- | --------------------------------- | ----------- | ---------------------------- |
| Untergünzkofen | Kirchdorf    | 6              | 20                                | 56          | 48° 36′ 14″ N, 12° 33′ 8″ O  |
| Obergünzkofen  | Weiler       | 4              | 5                                 | 26          | 48° 35′ 56″ N, 12° 32′ 51″ O |
| Anterskofen    | Weiler       | 6              | 8                                 | 28          | 48° 36′ 54″ N, 12° 34′ 14″ O |
| Gschaid        | Einöde       | 1              | 2                                 | 11          | 48° 35′ 20″ N, 12° 32′ 57″ O |
| Günzkofen      | Obmannschaft | 17             | 35                                | 132         | 48° 36′ 14″ N, 12° 33′ 8″ O  |

- Karte mit allen Koordinaten:
- OSM |
- WikiMap